# SU-8
SU-8 (ros. СУ-8) – radzieckie prototypowe samobieżne działo przeciwlotnicze opracowane w latach 30. XX wieku. Pojazd zbudowany był na podwoziu czołgu T-28 i uzbrojony był w armatę przeciwlotniczą wz. 1931 kalibru 76 mm.
Prace nad SU-8, będące kolejną próbą stworzenia samobieżnego działa przeciwlotniczego dla Armii Czerwonej (wcześniejsze, nieudane próby podejmowano z wykorzystaniem podwozi samochodów ciężarowych oraz czołgu T-24), rozpoczęto w 1933 roku. Rozwoju projektu zaniechano, a nieukończony prototypowy egzemplarz pojazdu w 1934 roku przebudowano na standardowy czołg T-28.
W 1939 roku ponownie pojawił się pomysł budowy pojazdu SU-8, przy czym poza wariantem przeciwlotniczym rozważano wyposażenie pojazdu w haubicę kalibru 152 mm lub moździerz kalibru 203 mm. Żaden z tych projektów nie uzyskał jednak akceptacji, a wszelkie prace nad pojazdem porzucono.